# Saint-Michel-en-Brenne
Pour les articles homonymes, voir Saint-Michel.
Saint-Michel-en-Brenne est une commune française située dans le département de l'Indre dans la région du Centre-Val de Loire.

## Géographie

### Localisation
La commune est située dans l'ouest du département, dans la région naturelle de la Brenne, au sein du parc naturel régional de la Brenne. La réserve naturelle nationale de Chérine est situé sur son territoire.
Les communes limitrophes sont : Mézières-en-Brenne (4 km), Paulnay (5 km), Lingé (9 km), Martizay (9 km), Azay-le-Ferron (9 km), Rosnay (12 km) et Migné (15 km).
Les communes chefs-lieux et préfectorales sont : Le Blanc (21 km), Châteauroux (41 km), Issoudun (65 km) et La Châtre (68 km).

### Hameaux et lieux-dits

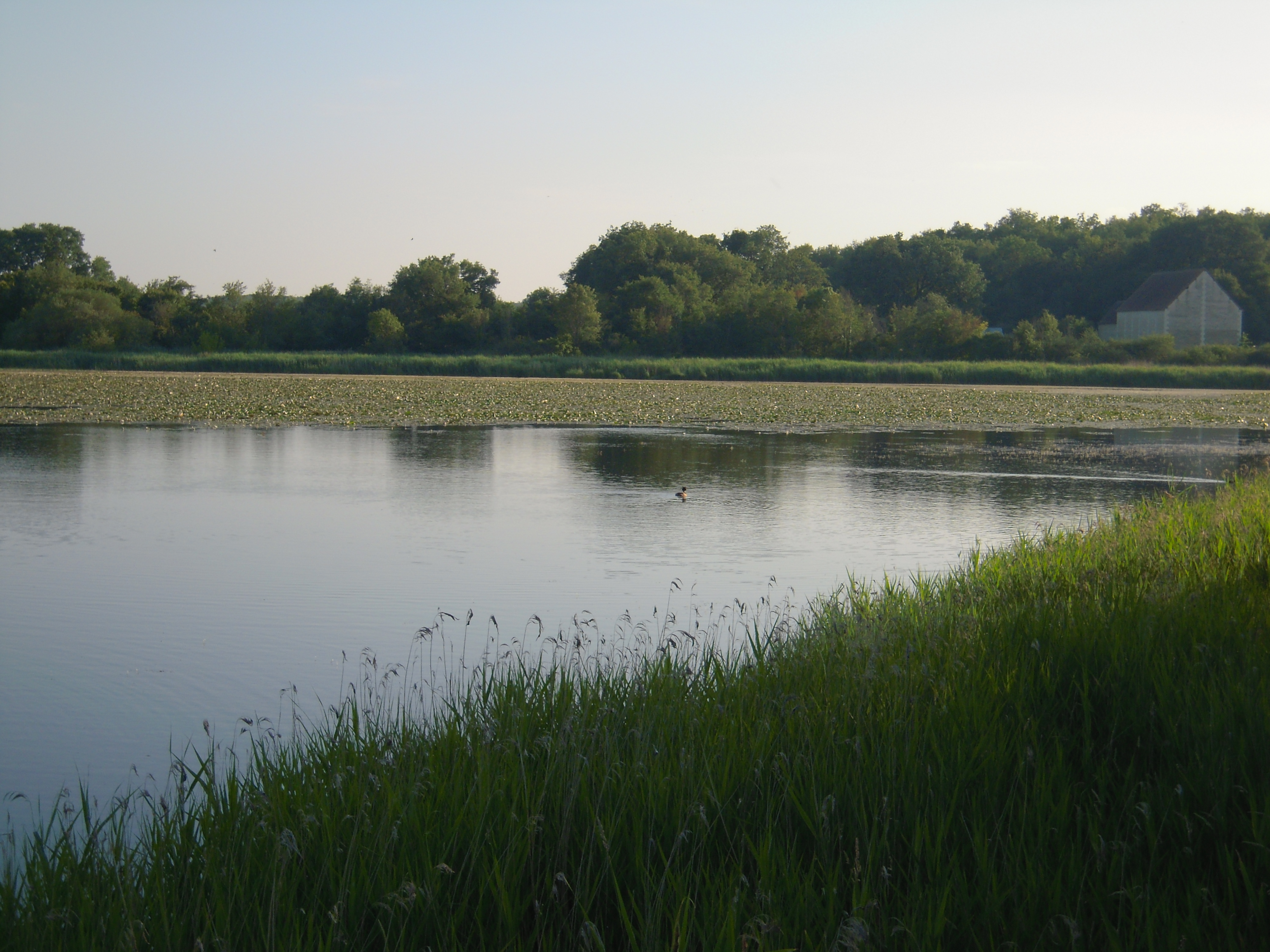
L'étang de la Sous en 2014.

Les hameaux et lieux-dits de la commune sont : la Fiolonnerie, le Moulin du Bois et la Bonnaudrie.

### Géologie et hydrographie
La commune est classée en zone de sismicité 2, correspondant à une sismicité faible.
Le territoire communal est arrosé par la rivière Claise, et inclut de nombreux étangs, comme dans toute la Brenne : étang des Essarts, étang Ricot, étang de Beauregard, étang Cistude...

### Climat
Pour des articles plus généraux, voir Climat du Centre-Val de Loire et Climat de l'Indre.
En 2010, le climat de la commune est de type climat océanique dégradé des plaines du Centre et du Nord, selon une étude du CNRS s'appuyant sur une série de données couvrant la période 1971-2000. En 2020, Météo-France publie une typologie des climats de la France métropolitaine dans laquelle la commune est exposée à un climat océanique altéré et est dans la région climatique Centre et contreforts nord du Massif Central, caractérisée par un air sec en été et un bon ensoleillement.
Pour la période 1971-2000, la température annuelle moyenne est de 11,8 °C, avec une amplitude thermique annuelle de 15,1 °C. Le cumul annuel moyen de précipitations est de 751 mm, avec 11,5 jours de précipitations en janvier et 6,8 jours en juillet. Pour la période 1991-2020, la température moyenne annuelle observée sur la station météorologique de Météo-France la plus proche, sur la commune de Martizay à 9 km à vol d'oiseau, est de 12,4 °C et le cumul annuel moyen de précipitations est de 774,0 mm,. Pour l'avenir, les paramètres climatiques de la commune estimés pour 2050 selon différents scénarios d'émission de gaz à effet de serre sont consultables sur un site dédié publié par Météo-France en novembre 2022.

### Voies de communication et transports
Le territoire communal est desservi par les routes départementales : 6, 6A, 6C, 14, 15, 17, 43, 44 et 925.
La ligne de Salbris au Blanc passait par le territoire communal, une gare (Saint-Michel-Saint-Cyran) desservait la commune. La gare ferroviaire la plus proche est la gare de Châteauroux, à 44 km.
Saint-Michel-en-Brenne est desservie par les lignes Q et R du Réseau de mobilité interurbaine.
L'aéroport le plus proche est l'aéroport de Châteauroux-Centre, à 48 km.
Le territoire communal est traversé par le sentier de grande randonnée de pays de la Brenne.

## Urbanisme

### Typologie
Au 1er janvier 2024, Saint-Michel-en-Brenne est catégorisée commune rurale à habitat dispersé, selon la nouvelle grille communale de densité à sept niveaux définie par l'Insee en 2022.
Elle est située hors unité urbaine et hors attraction des villes,.

### Occupation des sols
L'occupation des sols de la commune, telle qu'elle ressort de la base de données européenne d’occupation biophysique des sols Corine Land Cover (CLC), est marquée par l'importance des territoires agricoles (53 % en 2018), en diminution par rapport à 1990 (64,2 %). La répartition détaillée en 2018 est la suivante : 
prairies (49,1 %), forêts (18,4 %), eaux continentales (18,3 %), milieux à végétation arbustive et/ou herbacée (8,7 %), zones agricoles hétérogènes (3,1 %), zones urbanisées (0,9 %), terres arables (0,8 %), zones humides intérieures (0,5 %). L'évolution de l’occupation des sols de la commune et de ses infrastructures peut être observée sur les différentes représentations cartographiques du territoire : la carte de Cassini (XVIIIe siècle), la carte d'état-major (1820-1866) et les cartes ou photos aériennes de l'IGN pour la période actuelle (1950 à aujourd'hui).

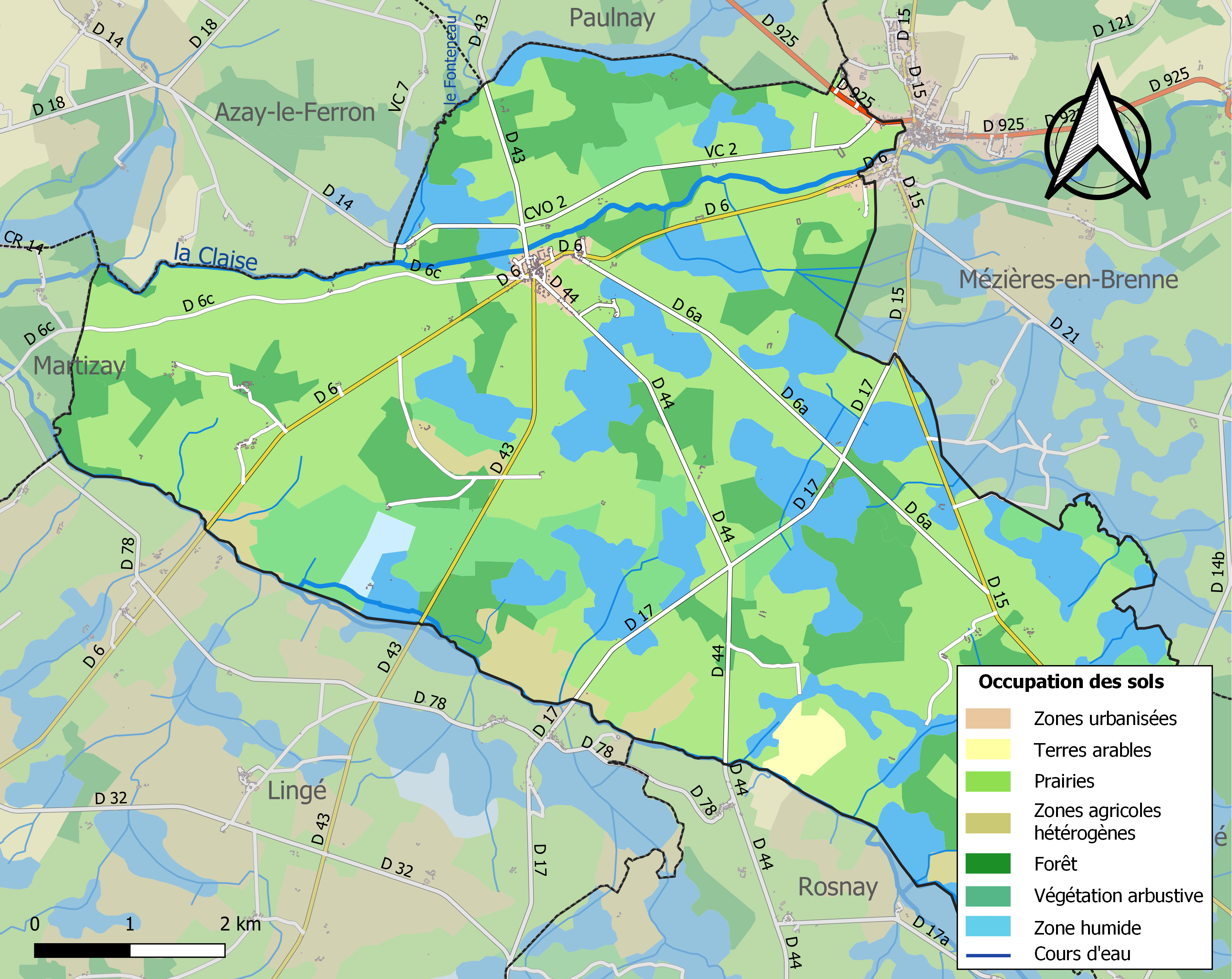
Carte des infrastructures et de l'occupation des sols de la commune en 2018 (CLC).

### Logement
Le tableau ci-dessous présente le détail du secteur des logements de la commune :
| Date du relevé                                              | 2013   |
| Nombre total de logements                                   | 225    |
| Résidences principales                                      | 63,1 % |
| Résidences secondaires                                      | 24 %   |
| Logements vacants                                           | 12,9 % |
| Part des ménages propriétaires de leur résidence principale | 74,6 % |

### Risques majeurs
Le territoire de la commune de Saint-Michel-en-Brenne est vulnérable à différents aléas naturels : météorologiques (tempête, orage, neige, grand froid, canicule ou sécheresse), feux de forêts et séisme (sismicité faible). Un site publié par le BRGM permet d'évaluer simplement et rapidement les risques d'un bien localisé soit par son adresse soit par le numéro de sa parcelle.
Pour anticiper une remontée des risques de feux de forêt et de végétation vers le nord de la France en lien avec le dérèglement climatique, les services de l’État en région Centre-Val de Loire (DREAL, DRAAF, DDT) avec les SDIS ont réalisé en 2021 un atlas régional du risque de feux de forêt, permettant d’améliorer la connaissance sur les massifs les plus exposés. La commune, étant pour partie dans le massif de Brenne, est classée au niveau de risque 1, sur une échelle qui en comporte quatre (1 étant le niveau maximal).

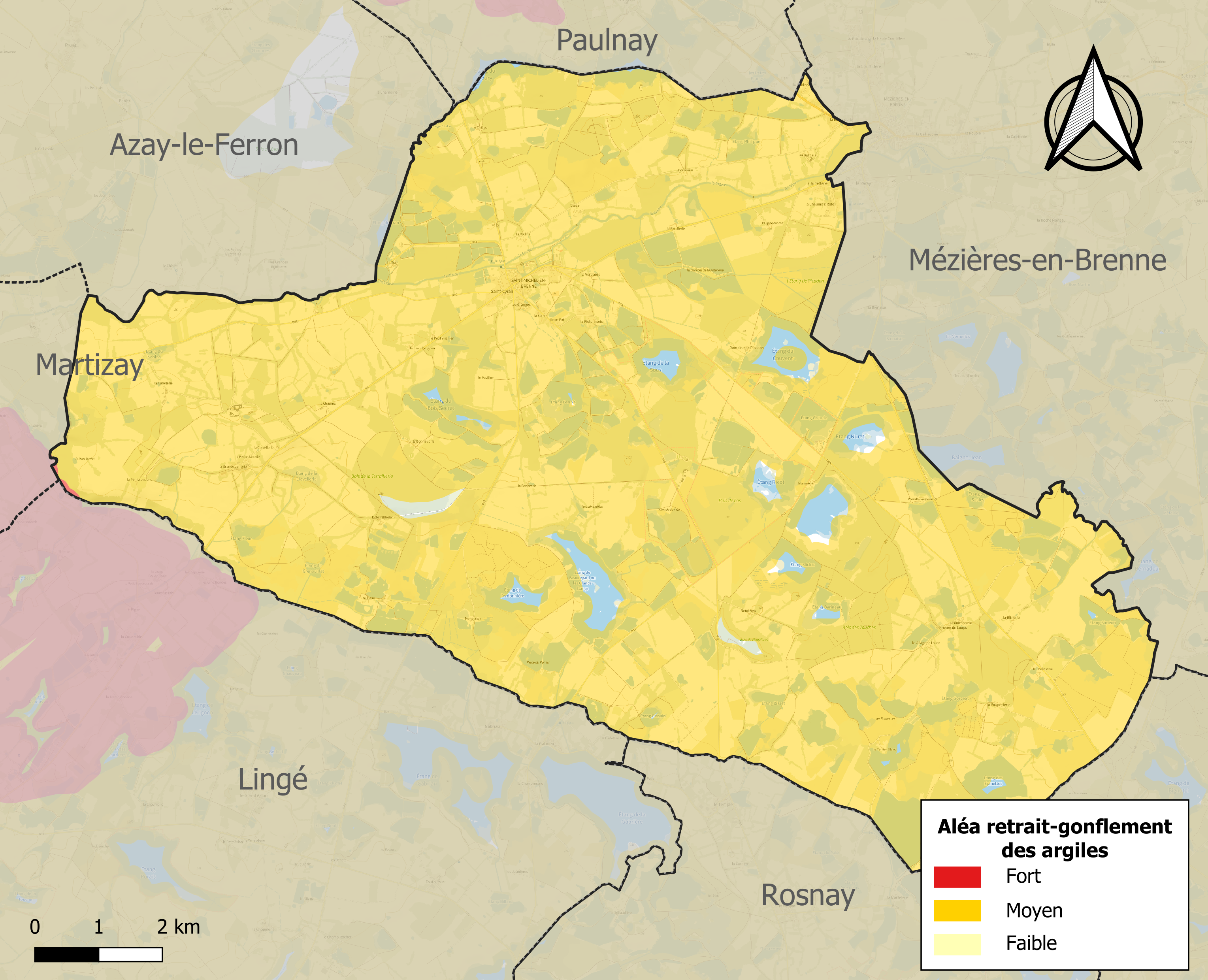
Carte des zones d'aléa retrait-gonflement des sols argileux de Saint-Michel-en-Brenne.

Le retrait-gonflement des sols argileux est susceptible d'engendrer des dommages importants aux bâtiments en cas d’alternance de périodes de sécheresse et de pluie. 97,7 % de la superficie communale est en aléa moyen ou fort (84,7 % au niveau départemental et 48,5 % au niveau national). Sur les 241 bâtiments dénombrés sur la commune en 2019, 241 sont en aléa moyen ou fort, soit 100 %, à comparer aux 86 % au niveau départemental et 54 % au niveau national. Une cartographie de l'exposition du territoire national au retrait gonflement des sols argileux est disponible sur le site du BRGM,.
Concernant les mouvements de terrains, la commune a été reconnue en état de catastrophe naturelle au titre des dommages causés par la sécheresse en 2018 et par des mouvements de terrain en 1999.

## Toponymie
Durant la Révolution française, pour suivre le décret de la Convention du 25 vendémiaire an II invitant les communes ayant des noms pouvant rappeler les souvenirs de la royauté, de la féodalité ou des superstitions, à les remplacer par d'autres dénominations, la commune change de nom pour Les Bois puis Michel-le-Peletier.

## Histoire
Le 31 décembre 1946, le corps d'un garde-chasse Louis Boitard y fut retrouvé. La police arrête deux suspects âgés d’une vingtaine d’années : Raymond Mis et Gabriel Thiennot, condamnés, avant d’être graciés mais jamais innocentés.
La commune fut rattachée de 1973 à 2015 au canton de Mézières-en-Brenne.

## Politique et administration
La commune dépend de l'arrondissement du Blanc, du canton du Blanc, de la première circonscription de l'Indre et de la communauté de communes Cœur de Brenne.
| Période    | Période  | Identité  | Étiquette | Qualité       |
| ---------- | -------- | --------- | --------- | ------------- |
| juin 1995, | En cours | Guy Valet | DVD       | Artisan maçon |

## Population et société

### Démographie
L'évolution du nombre d'habitants est connue à travers les recensements de la population effectués dans la commune depuis 1793. Pour les communes de moins de 10 000 habitants, une enquête de recensement portant sur toute la population est réalisée tous les cinq ans, les populations de référence des années intermédiaires étant quant à elles estimées par interpolation ou extrapolation. Pour la commune, le premier recensement exhaustif entrant dans le cadre du nouveau dispositif a été réalisé en 2008.

En 2022, la commune comptait 318 habitants, en évolution de −1,85 % par rapport à 2016 (Indre : −3 %, France hors Mayotte : +2,11 %).
| 1793 | 1800 | 1806 | 1821 | 1831 | 1836 | 1841 | 1846 | 1851 |
| ---- | ---- | ---- | ---- | ---- | ---- | ---- | ---- | ---- |
| 565  | 650  | 547  | 656  | 633  | 664  | 652  | 633  | 649  |

| 1856 | 1861 | 1866 | 1872 | 1876 | 1881 | 1886 | 1891 | 1896 |
| ---- | ---- | ---- | ---- | ---- | ---- | ---- | ---- | ---- |
| 716  | 652  | 726  | 678  | 656  | 665  | 677  | 712  | 700  |

| 1901 | 1906 | 1911 | 1921 | 1926 | 1931 | 1936 | 1946 | 1954 |
| ---- | ---- | ---- | ---- | ---- | ---- | ---- | ---- | ---- |
| 739  | 758  | 720  | 676  | 641  | 601  | 630  | 633  | 537  |

| 1962 | 1968 | 1975 | 1982 | 1990 | 1999 | 2006 | 2008 | 2013 |
| ---- | ---- | ---- | ---- | ---- | ---- | ---- | ---- | ---- |
| 492  | 449  | 413  | 401  | 346  | 308  | 319  | 322  | 322  |

| 2018 | 2022 | - | - | - | - | - | - | - |
| ---- | ---- | - | - | - | - | - | - | - |
| 323  | 318  | - | - | - | - | - | - | - |

### Enseignement
La commune dépend de la circonscription académique du Blanc.

### Manifestations culturelles et festivités
La  Fête de l'entrecôte  a lieu tous les ans, le deuxième dimanche de juillet.

### Médias
La commune est couverte par les médias suivants : La Nouvelle République du Centre-Ouest, Le Berry républicain, L'Écho - La Marseillaise, La Bouinotte, Le Petit Berrichon, France 3 Centre-Val de Loire, Berry Issoudun Première, Vibration, Forum, France Bleu Berry et RCF en Berry.

## Économie
La commune se situe dans la zone d’emploi de Châteauroux et dans le bassin de vie de Buzançais.
La commune se trouve dans l'aire géographique et dans la zone de production du lait, de fabrication et d'affinage des fromages Valençay et Sainte-maure-de-touraine.

## Culture locale et patrimoine
- Abbaye de Saint-Cyran-en-Brenne
- Église
- Monument aux morts
- Réserve naturelle nationale de Chérine

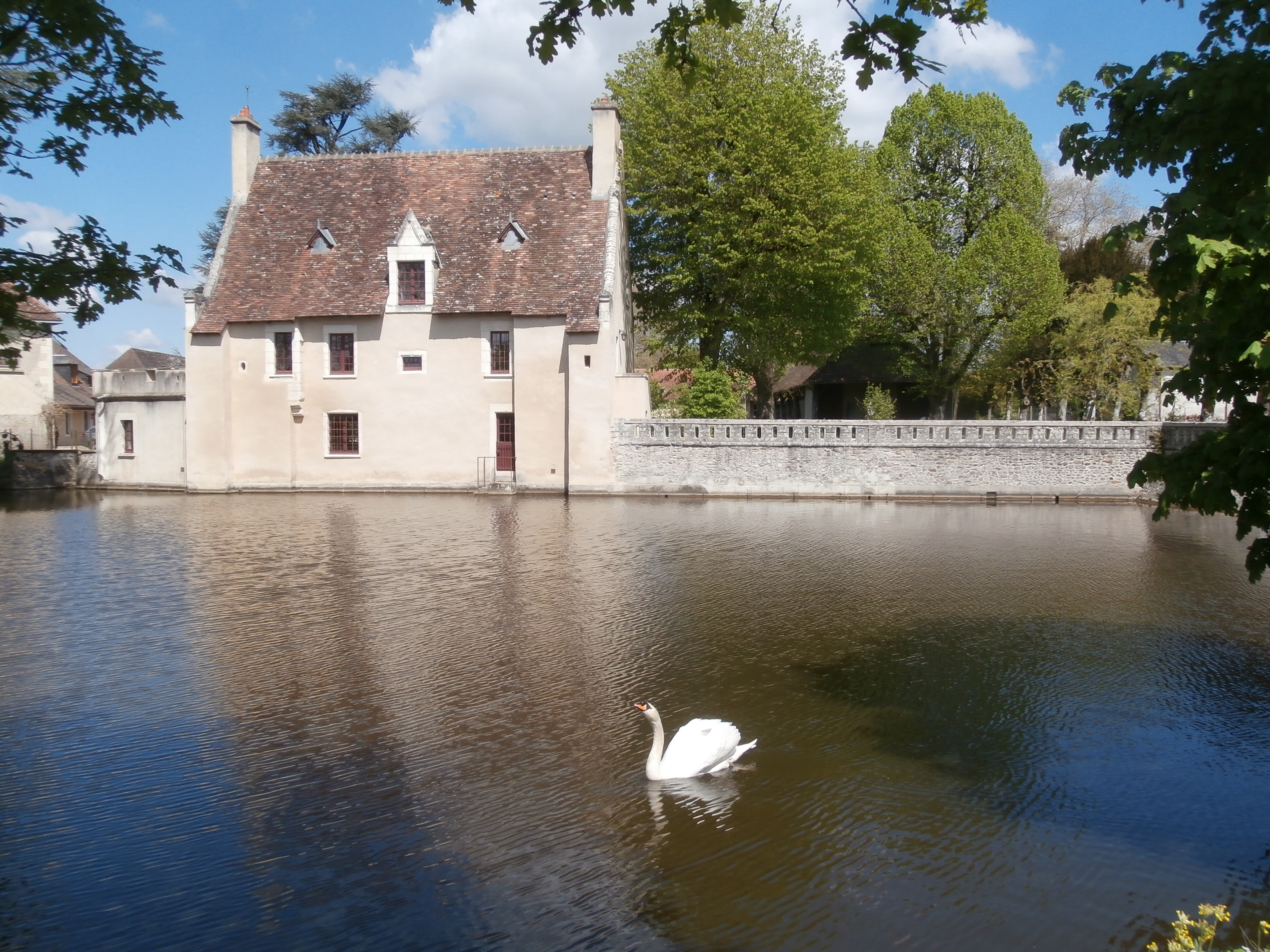
L'abbaye de Saint-Cyran-en-Brenne en 2016.

### Personnalités liées à la commune
- Dagobert Ier (602-638), roi des Francs de la dynastie mérovingienne.
- Jean Duvergier de Hauranne (1581-1643), abbé de Saint-Cyran.
- Claude Lancelot (1615-1695), religieux janséniste et un grammairien.